# ياعف
ياعف (بالعبرية: יְעָף‏) هي مستوطنة مجتمعية في وسط إسرائيل. تقع في سهل شارون بالقرب من تل موند، وتقع ضِمن نطاق مجلس ليف هشارون الإقليمي. في 2019، بلغ عدد سكانها 300.

## التاريخ
تأسست القرية عام 1990 كتوسعة للموشافيم المُحيطة بها: كفار يافتس وعزريئيل وبورات. في وقت لاحق أصبحت مستوطنة ريفية مستقلة.